# Blackboard
Blackboard Inc. és una empresa estatunidenca especialitzada en tecnologies de l'aprenentatge. Aquesta és una plataforma no lliure que divideix les seves eines en els següents productes:
- Blackboard Learn: és el producte que proporciona l'administració del sistema d'aprenentatge. Permet la creació de cursos i la seva administració, la creació d'una comunitat en un campus, i un sistema per administrar els resultats dels alumnes.
- Blackboard Collaborate: proporciona un entorn web per fer conferències a través de web amb vídeo i àudio, és a dir permet fer classes virtuals.
- Blackboard Mobile: permet l'accés a tots els productes de blackboard per mitjà de plataformes mòbils (telèfons i tabletes).
- Blackboard Connect: Sistema per enviar gran quantitat de trucades telefòniques, cartes o e-mails, per notificar qualsevol cosa con podria ser emergències o desastres naturals.
- Blackboard Transact: Sistema per a cobrar a través de les targetes d'identificació universitàries, per pagat màquines expenedores, cafeteries,....
- Blackboard Analytics: Producte per realitzar informes com el nombre d'estudiants, informació financera, recursos humans…

Aquest programari és utilitzat per universitats de tot el món com Instituto Politécnico da Guarda (Portugal), King Khalid University (Aràbia Saudita), Université Paris Dauphine (França), Liverpool John Morres University (Regne Unit), University of the Free State (Sud-àfrica), University of North Dakota (Estats Units d'Amèrica), entre d'altres.